# Arthur Kunath

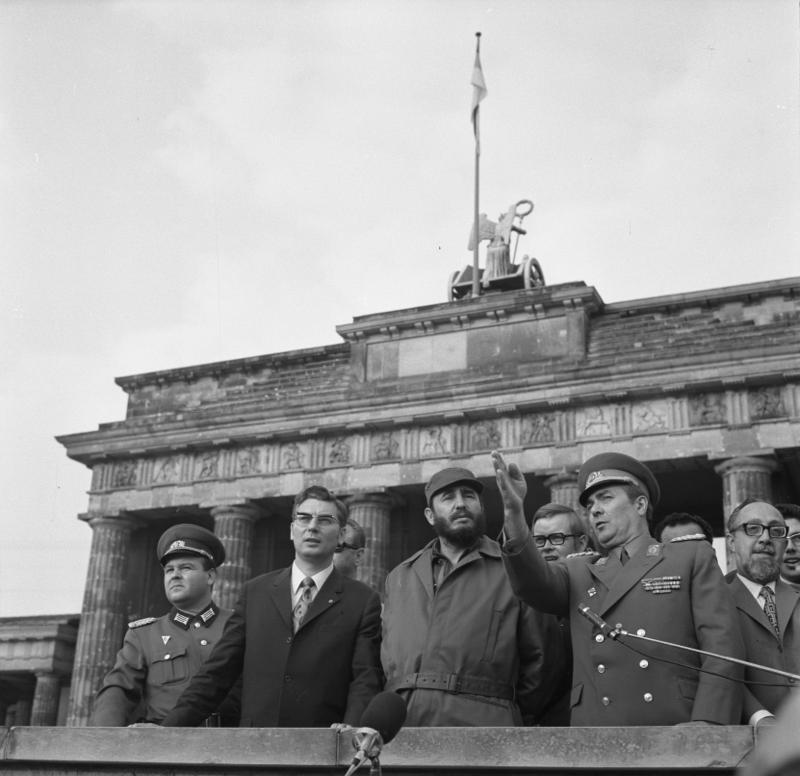
Alfred Kunath (2.v.r., in Uniform) erläutert am 14. Juni 1972 dem kubanischen DDR-Staatsgast Fidel Castro (Mitte) vor dem Brandenburger Tor die Situation an der Grenze zwischen Ost- und Westberlin. Links neben Castro Werner Lamberz

Arthur Kunath (* 2. November 1914 in Leuben (Kreis Meißen); † 5. Februar 1995) war ein Offizier der Nationalen Volksarmee, zuletzt im Range eines Generalleutnants, und zwischen 1971 und 1978 Stadtkommandant von Berlin.

## Leben
Nach der Volksschule und einer Lehre zum Lithographen diente er zwischen 1935 und 1937 sowie 1939 und 1945 in der Wehrmacht, zuletzt als Feldwebel der Infanterie/Panzerabwehr. Weil er bereits vor dem Krieg Mitglied des Jungspartakusbundes und des Kommunistischen Jugendverbandes Deutschlands gewesen war, wurde er direkt nach seinem Eintritt in die KPD im Jahr 1945 Mitarbeiter für Propaganda des Landesvorstandes Sachsen der KPD. 1947 wurde er Abteilungsleiter für Presse, Information und Propaganda der Landesregierung Sachsen, 1948 Leiter des Sekretariats der Deutschen Verwaltung des Inneren (DVdI) in Berlin und blieb dies bis 1950. Am 15. September 1948 trat er in die bewaffneten Organe der DDR ein. 1949 bis 1950 war er zudem Teilnehmer eines Sonderlehrganges der Hauptverwaltung Ausbildung der DVdI in der UdSSR (Priwolsk/Saratow). Nachfolgend wurde er Leiter der DVdI/VP-Dienststelle Eggesin. 1952 war er kurzzeitig Leiter der Fachabteilung Artillerie der Hauptverwaltung A des MfS, 1952–1954 Leiter der Abteilung Organisation des MdI (und zugleich Stellvertreter des Chefs), 1954–1956 bei Ernennung zum Generalmajor am 1. November 1954 Chef der Verwaltung der Kasernierten Volkspolizei (MdI). Nach der Schaffung des Ministeriums für Nationale Verteidigung (MfNV) wurde er Chef der Artillerietruppen. 1957 bis 1959 absolvierte er ein Studium an der Militärakademie des Generalstabs der Streitkräfte der UdSSR und wurde hierauf Chef des Militärbezirks III/Leipzig. Nach einem weiteren Speziallehrgang in der Sowjetunion 1961 bis 1962 wurde er wieder Chef der Artillerie im MfNV, 1965 wurde dieser Posten zum Chef der Raketentruppen/Artillerie erweitert. 1971 wurde er zum Stadtkommandanten von Berlin ernannt und blieb dies bis zum 15. September 1978.